# Charles Ritchie (1er baron Ritchie de Dundee)
Pour les articles homonymes, voir Charles Ritchie.
Charles Thomson Ritchie, 1er baron Ritchie de Dundee (19 novembre 1838 - 9 janvier 1906) est un homme d'affaires britannique et homme politique conservateur qui siège à la Chambre des communes de 1874 à 1905, date à laquelle il est élevé à la pairie. Il est ministre de l'Intérieur de 1900 à 1902 et chancelier de l'Échiquier de 1902 à 1903.

## Jeunesse et éducation
Ritchie est né à Dundee, en Écosse, troisième fils de William Ritchie, de Rockhill près de Broughty Ferry dans le Forfarshire, à la tête de la firme William Ritchie & Sons, de Londres et Dundee, marchands de l'Est de l'Inde, filateurs et fabricants de jute. La famille Ritchie est depuis longtemps liée à la ville de Dundee. Son frère aîné James Thomson Ritchie (en) est maire de Londres de 1903 à 1904 et est créé baronnet en 1903 (un titre qui s'éteint à sa mort). Ritchie fait ses études à la City of London School, après quoi il se consacre à l'entreprise familiale.
Il épouse Margaret Ower, fille de Thomas Ower de Perth, le 7 décembre 1858.

## Carrière politique

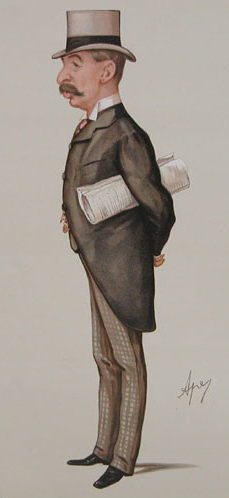
Caricature de Charles Thomson Ritchie par Carlo Pellegrini.

En 1874, il est élu au Parlement en tant que député conservateur des Tower Hamlets. En 1885, il est nommé secrétaire de l'Amirauté et, de 1886 à 1892, il est président du Local Government Board dans la deuxième administration de Lord Salisbury, siégeant comme député de St George dans l'Est. Il est responsable de la Local Government Act 1888, instituant des conseils de comté; et une grande partie du parti conservateur lui garde rancune d'avoir créé le London County Council.
Dans les ministères ultérieurs de Lord Salisbury, en tant que député de Croydon (1895–1906), il est président de la Chambre de commerce (1895–1900) et ministre de l'Intérieur (1900–1902); et lorsque Michael Hicks Beach se retire en août 1902, il devient chancelier de l'Échiquier dans le cabinet de Balfour. Dans ses premières années, il est un commerçant équitable et il est fermement opposé au mouvement du secrétaire aux Colonies Joseph Chamberlain pour un tarif préférentiel, ce qui conduit à son limogeage par Balfour en septembre 1903. Le gendre de Ritchie, l'architecte écossais Mervyn McCartney, construit une maison de campagne pour Ritchie, Welders House, dans le village de Buckinghamshire de Jordans.
Le 22 décembre 1905, il est créé pair comme baron Ritchie de Dundee, de Welders dans la paroisse de Chalfont St Giles dans le comté de Buckingham. Cependant, il est en mauvaise santé et meurt à Biarritz en janvier 1906. Il est enterré au cimetière de Kensal Green, à Londres. Son fils Charles lui succède.
Ritchie est élu recteur de l'Université d'Aberdeen fin octobre 1902, prenant ses fonctions le mois suivant, pour trois ans jusqu'en novembre 1905.